# Wien Franz-Josefs-Bahnhof
Wien Franz-Josefs-Bahnhof (česky Vídeň nádraží Františka Josefa; zkratka Wien FJB) je hlavové nádraží v devátém městském okrese hlavního města Rakouska - Alsergrundu, pojmenované po rakouském císaři Františku Josefu I. V současné podobě bylo nádraží otevřeno roku 1978 jakožto nástupce vícera stejnojmenných nádraží. Jako všechna vídeňská nádraží bylo i toto kdysi vybaveno přepychovým salonkem pro císařský dvůr. V době monarchie oficiální název zněl "Nádraží císaře Františka Josefa" (Kaiser-Franz-Josefs-Bahnhof), od vzniku republiky roku 1918 nese nádraží současný název.

## Historie

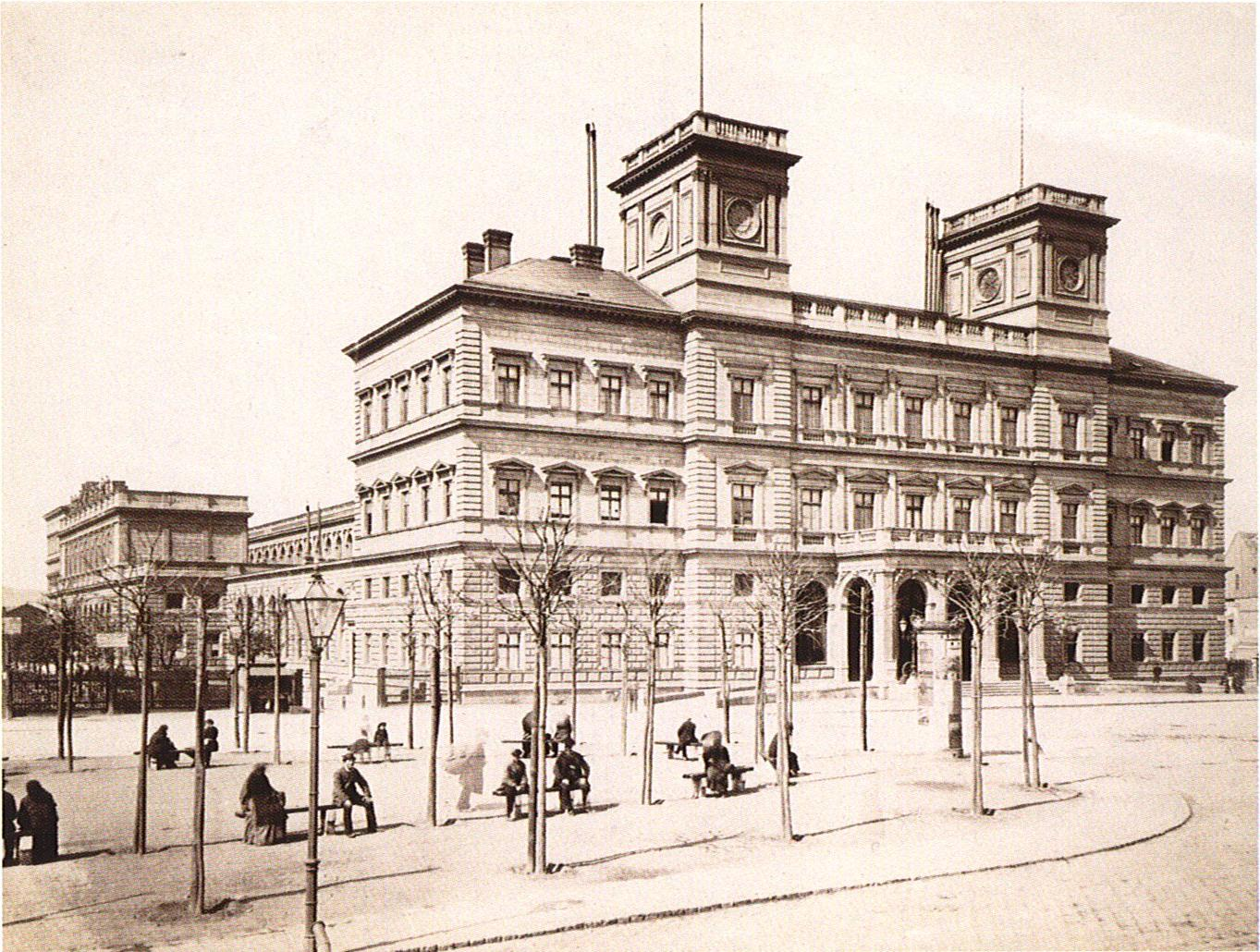
pohled na historickou budovu od Althan-Platzu a Althanstraße kolem roku 1880

Po zavedení provozu Dráhy císaře Františka Josefa na úseku Eggenburg–Vídeň roku 1870 vyvstala potřeba nového nádraží, a tak bylo zřízeno provizorní nádraží severně od toho dnešního. O místo zřízení nádraží se vedl spor mezi obcí a společností. Zatímco společnost chtěla nádraží vybudovat na levných pozemcích dále od centra, Vídeň žádala dobrou dostupnost blízko centru. Konečné umístění bylo zvoleno roku 1872 na pozemku paláce Althan-Pouthon, který musel novému nádraží ustoupit. Stavba nádraží byla provedena podle návrhu Vojtěcha Ignáce Ullmanna a Antonína Barvitia ve stylu vídeňské Ringstraße, titíž architekti stáli za starou historickou budovou pražského Nádraží císaře Františka Josefa z roku 1871 - tzv. zámeckého nádraží, dnešního pražského hlavního nádraží, v letech 1901 až 1909 kompletně secesně přestavěného.
Roku 1891 bylo nádraží zrekonstruováno, rozšířeno a opatřeno elektrickými lampami od Internationale Elektricitätsgesellschaft.

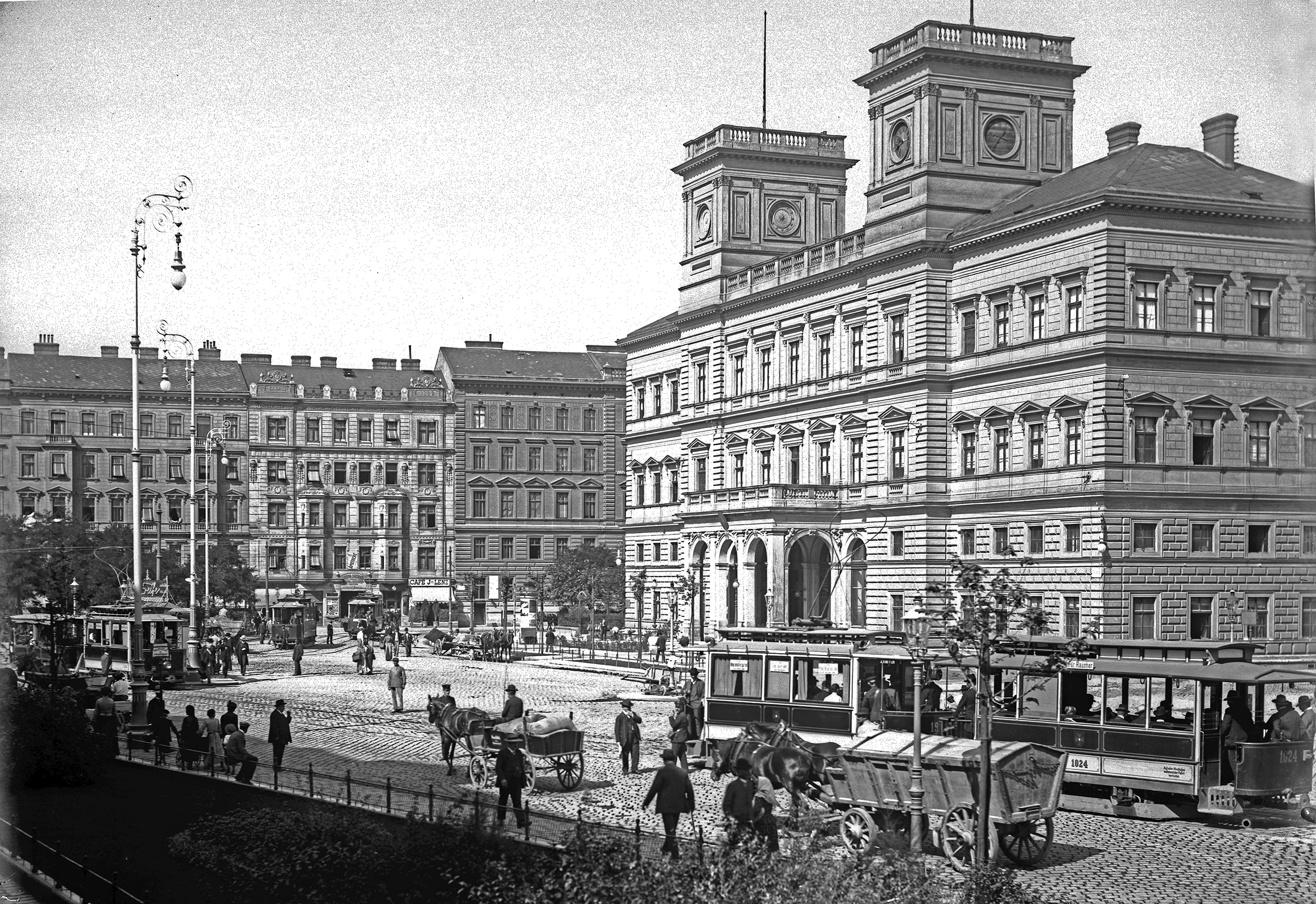
historická budova roku 1905

Koncem 19. století nádraží naráželo na limity své přepravní kapacity. Nádraží neodpovídalo nárokům souběžného dálkového a lokálního provozu. Proto bylo rozhodnuto o zavedení vídeňské městské parní dráhy (Wiener Dampfstadtbahn), která byla zprovozněna v letech 1898 až 1901 a odklonila lokální vlaky ze směru od Tullnu na nové nádraží Heiligenstadt.
Roku 1907 bylo nádraží spojeno tramvajovou linkou č. 5 (Westbahnhof–Praterstern) se dvěma nejdůležitějšími vídeňskými nádražími a též s roku 1959 zrušeným Severozápadním nádražím. Při bombardování během druhé světové války byla budova poškozena, v dubnu 1945 Rudá armáda část nádraží podpálila.

## Poválečné období

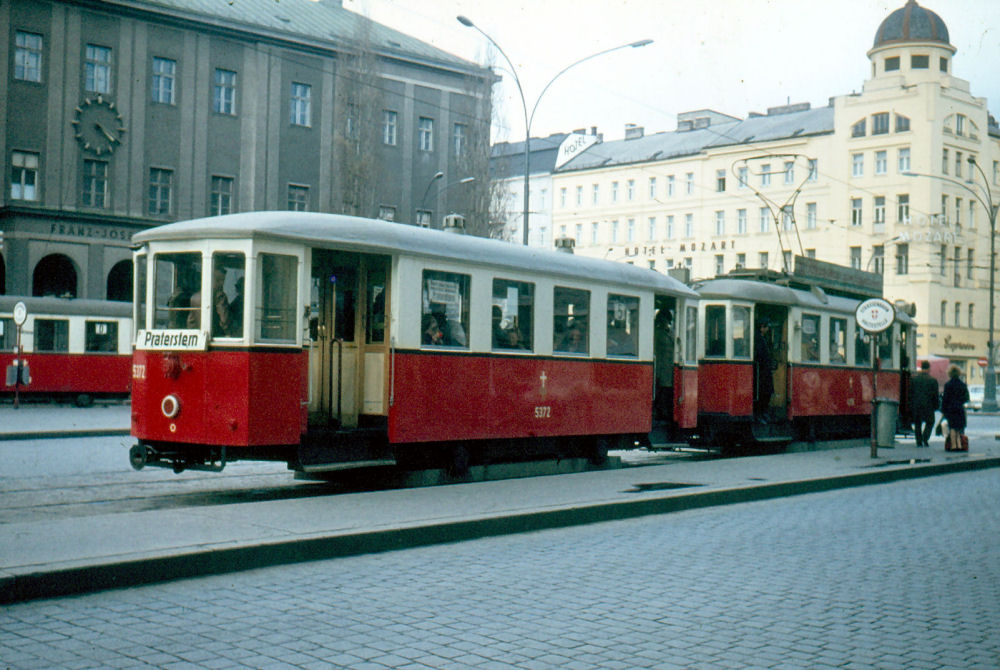
odbavovací hala roku 1972

Jako jediné z velkých vídeňských nádraží mohlo být znovu uvedeno do provozu bezprostředně po válce, ačkoliv prošlo necitlivými stavebními zásahy. Původní věže byly strženy, zdobné prvky fasády zničeny. Roku 1967 byl na nádraží natočen britsko-francouzský historický film "Mayerling". Koncem 60. let se začalo uvažovat o kompletním stržení historické budovy, k čemuž došlo roku 1974, neboť její stav byl považován za krajně havarijní.
Novostavba nádraží Františka Josefa byla dokončena roku 1978 podle návrhu architektů Schwanzera, Krampfa, Glücka, Hlaweniczky, Requata a Reinthallera. Ústředním motivem nebyla ani tak samotná funkce nádraží, nýbrž zřízení rentabilních kancelářských prostor v blízkosti centra města nad kolejištěm. Poslední prostory byly zřízeny počátkem 90. let pro účely Vídeňské univerzity a Vídeňské hospodářské univerzity (Universitätszentrum Althanstraße).

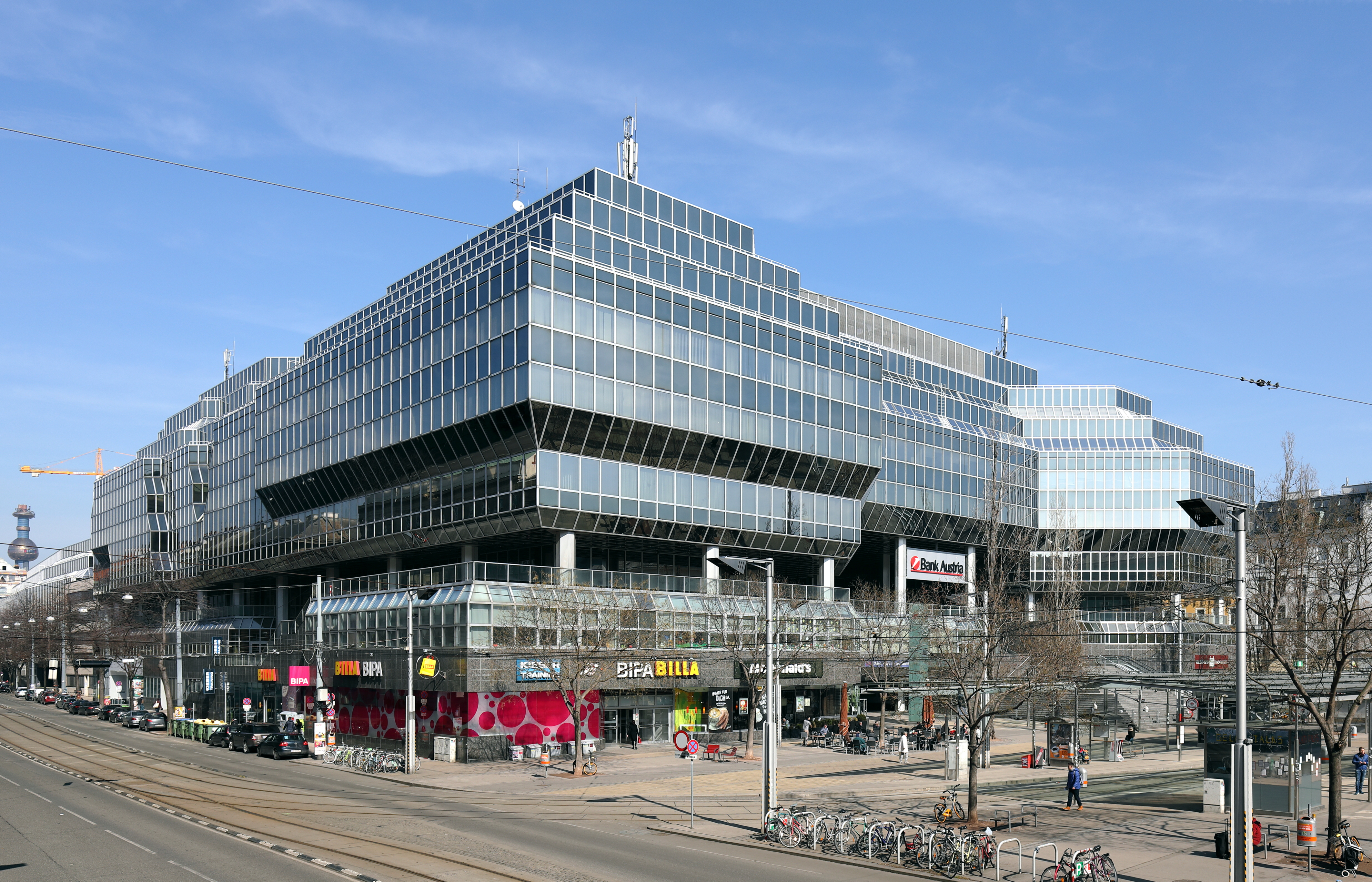
nádražní budova před modernizací, 2018

Po rozhodnutí o opuštění budovy ze strany Vídeňské hospodářské univerzity a jejím přesídlení z areálu vlastněného státem a ÖBB se od roku 2007 hovoří o změně účelu prostor či dokonce zbourání budovy. Přesto zde fakulty Vídeňské univerzity zůstávají.

## Současný význam

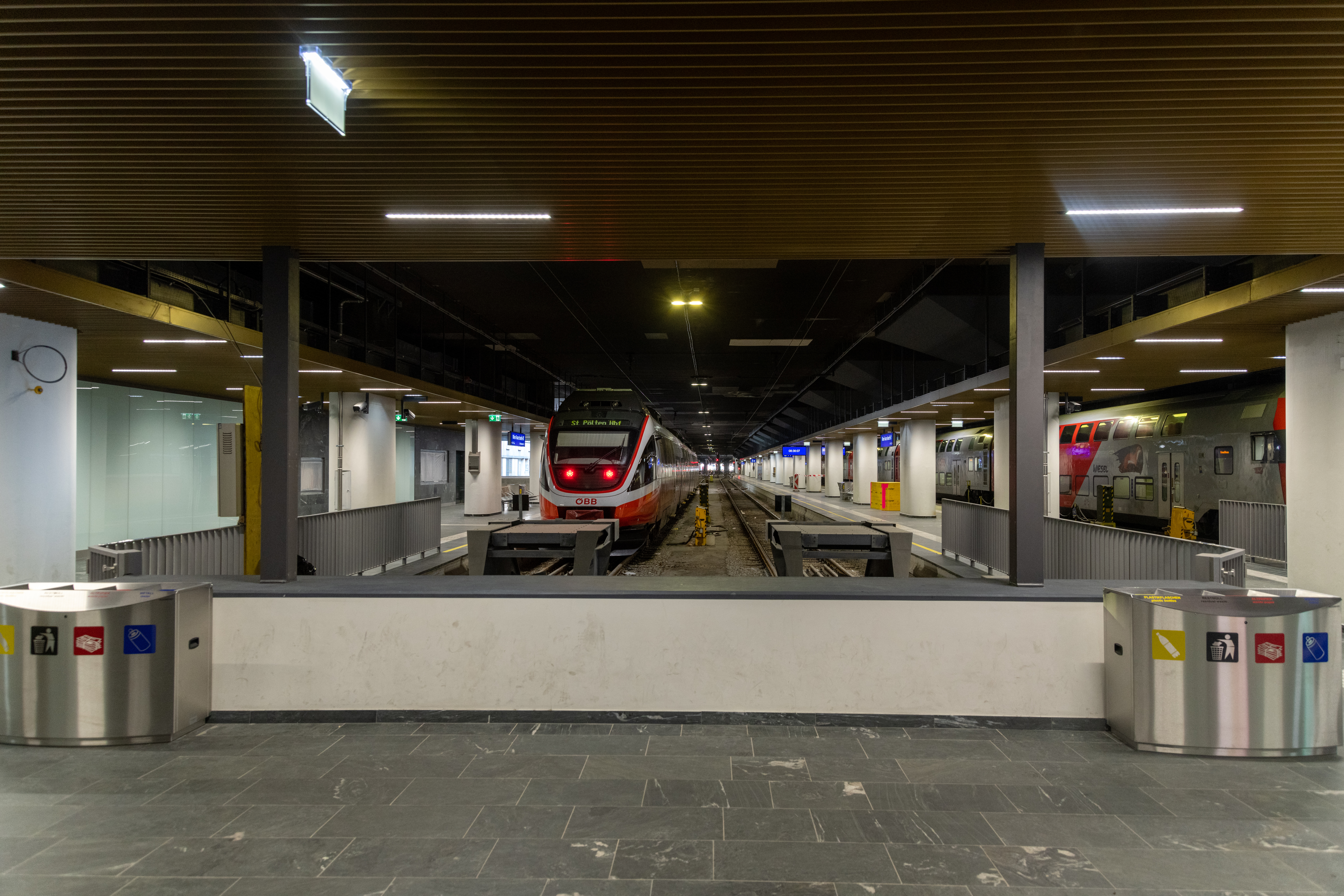
podzemní nástupiště po modernizaci, 2023

Do roku 1991/1992 bylo rychlíkové spojení mezi Vídní a Prahou vedeno z tohoto nádraží. Vlak Vindobona vyrážel odsud přes Prahu hl. n. do Berlína Lichtenbergu.
Po přeložení dálkových spojů na hlavní nádraží, má nádraží Františka Josefa význam pouze pro lokální dopravu. Vyrážejí odsud příměstské vlaky směrem na západ od Vídně a do lesní čtvrti (Waldviertel). Končí zde linka S-Bahnu č. 40 a jedná se o výchozí stanici vlaků do Kremže, Sigmundsherbergu a Českých Velenic. Na významu nádraží také upadlo po zprovoznění stanice S- a U-Bahnu Spittelau roku 1996.
Mezi lety 2010 až 2019 bylo v letní sezóně (1.5.-26.10.) jednou denně provozováno spojení do Pasova (RadExpress Donau) s možností cestování s kolem (kategorie REX, EZ).
Od prosince 2022 je dvakrát denně veden pár vlaků Silva Nortica do Prahy přes České Velenice.
Nejrušněji je na nádraží o víkendu, neboť se v budově nachází maloobchod, který je vyňat z povinné nedělní uzavírky. Prostranství před nádražím je proslulé vysokou koncentrací lidí bez domova.